# アカデミー室内管弦楽団
アカデミー室内管弦楽団（英: Academy of St Martin in the Fields）は、イギリスのオーケストラ。略称はASMF、ジ・アカデミー（The Academy）。

## 名称
原語名称を日本語に直訳すると「セント・マーティン＝イン＝ザ＝フィールズ教区アカデミー」となる。レコード会社などによる日本語名称「アカデミー室内管弦楽団」は、吉田秀和などから「誤訳」と批判されている（同じような例はエンシェント室内管弦楽団の場合にも当てはまる）。なお、室内オーケストラとはいえない大きな編成を取る場合にはセント・マーティン・アカデミー管弦楽団などと訳される場合もある。

## 概要
当初は室内楽編成のオーケストラで、17世紀から18世紀の音楽を専門にしてきたが、古楽器オーケストラの台頭や、標準編成のモダン楽器のオーケストラが「古楽奏法」にも取り組む中、編成とレパートリーを拡張して独自の路線を歩み続けている。
ロンドンでネヴィル・マリナーが創立し、1959年に最初の演奏会を行なった。当初はセント・マーティン＝イン＝ザ＝フィールズ教会を拠点とする小編成の、指揮者なしの弦楽合奏団として、バロック音楽演奏の復活に貢献してきた。音楽学者・鍵盤楽器奏者のサーストン・ダートの校訂によるJ・S・バッハの『管弦楽組曲』や『ブランデンブルク協奏曲』、ヴィヴァルディの『四季』の演奏ではそれまでの演奏に見られない新解釈を示し、当時の音楽界で話題を呼んだ。
管楽器を加えるようになってから、演奏曲目に見合うように編成や規模を変更し、バロック音楽だけに留まらず古典派音楽から現代音楽までレパートリーを広げて演奏するようになった。録音数も英デッカ（ロンドン）やフィリップスを中心に非常に多い。通常のクラシック音楽の録音活動のほか、映画『アマデウス』（1984年）のサウンドトラックを担当し、普段はクラシック音楽を聴かない人々にも、モーツァルトの2つのト短調交響曲（第25番、第40番）やレクィエム、ピアノ協奏曲第20番の魅力を知らしめた。他にも『タイタニック』のサウンドトラック、ポピュラー音楽ではナイトウィッシュ『ワンス』などもヒットしている。
附属の合唱団 (Chorus of St Martin in the Fields) は1975年に併設されたが、録音数が極めて少ないため、ヨーロッパ以外での認知度は低い。UEFAチャンピオンズリーグの大会テーマ曲（賛歌）は、この合唱団によるものである。

## 歴代指揮者
1978年にマリナーがブラウンに指揮者の座を譲って以降も、2011年頃までは演奏会や録音における実質上の指揮をマリナーが続けていたが（この年まで音楽監督を務めた）、他への客演などによるマリナーの不在時にはブラウンとシリトーが代わりに指揮台に立っていた。
- 1959年 - 1978年　ネヴィル・マリナー
- 1978年 - 2004年　アイオナ・ブラウン（リーダーも務めた）
- 1980年 - 　　　　　ケネス・シリトー（芸術監督、リーダーも務めた）
- 2000年 - 　　　　　マレイ・ペライア（現首席客演指揮者）
- 1975年 - 1999年　ラースロー・ヘルタイ
- 1999年 - 　　　　　ヨハン・デュイック（現合唱指揮者）
- 2011年 - 　　　　　ジョシュア・ベル（音楽監督）

## 関連サイト
- 公式ホームページ